# كيفن فرو
كيفن فرو (بالإنجليزية: Kevin Frew)‏ هو لاعب اللاكروس أمريكي، ولد في 12 فبراير 1982.